# Zone 414
Zona 414 es una película de suspenso de ciencia ficción estadounidense de 2021 dirigida por Andrew Baird en su debut como director y escrita por Bryan Edward Hill. La película está protagonizada por Guy Pearce, Matilda Lutz, Jonathan Aris y Travis Fimmel.
Fue estrenado en los Estados Unidos el 3 de septiembre de 2021 por Saban Films.

## Sinopsis
Ambientado en un futuro cercano en una colonia de robots humanoides de última generación. Cuando la hija de su creador desaparece dentro de la Zona 414, él contrata al investigador privado David Carmichael para que la lleve a casa. David se une a Jane, una IA muy avanzada y consciente de sí misma, para localizar a la hija desaparecida. Moviéndose a través de la peligrosa jungla de hierro, rápidamente reconstruyen el misterio, descubriendo un crimen que los lleva a cuestionar los orígenes de la Zona 414 y el verdadero propósito detrás de la "Ciudad de los Robots".

## Reparto
- Guy Pearce como David Carmichael
- Matilda Lutz como Jane
- Travis Fimmel como Marlon Veidt
- Jonathan Aris como Joseph Veidt
- Jóhannes Haukur Jóhannesson como Mr. Russell
- Olwen Fouéré como Royale
- Colin Salmón como Hawthorne
- Antonia Campbell-Hughes como Jaden
- Jorin Cooke como Hamilton
- Holly Demaine como Melissa Veidt

## Producción
El 28 de agosto de 2019, se anunció que Travis Fimmel se adjunta para interpretar el papel principal en la película. El 21 de enero de 2020, Guy Pearce y Matilda Lutz se unieron al elenco, Pearce reemplazó a Fimmel, quien tomó un papel secundario en su lugar.
La fotografía principal tuvo lugar entre febrero 6 y el 29 de febrero de 2020 en Irlanda del Norte.

## Lanzamiento
La película fue estrenada en cines de EE. UU. Y en VOD el 3 de septiembre de 2021 por Saban Films.

## Recepción
En el agregador de reseñas Rotten Tomatoes, tiene una calificación de aprobación del 18% según 22 revisiones, con una calificación promedio de 4.20/10. El consenso de los críticos del sitio web dice: "Zone 414 desperdicia un juego de Guy Pearce mientras implora comparaciones con numerosos thrillers de ciencia ficción superiores". En Metacritic, la película tiene una calificación de 36 sobre 100, según cuatro críticos, lo que indica "críticas generalmente desfavorables".
 